# Michael Udebuluzor
Michael Udebuluzor, né le 1er avril 2004 à Hong Kong, est un footballeur international hongkongais qui évolue au poste d'avant-centre au VfR Mannheim.

## Biographie

### Carrière en club
Michael Udebuluzor est né à Hong Kong, son père, le footballeur nigérian Cornelius Udebuluzor, jouant alors pour les Rangers.
Après avoir commencé à jouer dans son pays natal, il arrive en Allemagne en 2018, où il est formé par le FC Ingolstadt 04, où il commence sa carrière professionnelle en Championnat d'Allemagne de troisième division,,. Il joue son premier match avec l'équipe première du club le 6 août 2023.
En juillet 2024, il est transféré au VfR Mannheim en Oberliga du Bade-Wurtemberg.

### Carrière en sélection
En septembre 2023, Udebuluzor est convoqué pour la première fois avec l'équipe senior de Hong Kong.
Il honore sa première sélection le 11 septembre 2023, lors d'une victoire 10-0 en match amical contre Brunei, où il est déjà l'auteur de 2 passes décisives.